# Switchbacks Training Stadium
El Switchbacks Training Stadium es un estadio de fútbol de 5,000 asientos construido en Colorado Springs, Estados Unidos.
A una altitud de aproximadamente de 6.600 pies sobre el nivel del mar, el estadio estaba en la elevación más alta que cualquiera utilizado por un equipo profesional en la pirámide del fútbol estadounidense durante el año 2020. El estadio está inmediatamente adyacente a UCHealth Park.
Después de que el Colorado Springs Switchbacks FC obtuviera una franquicia en la USL Pro, ahora conocida como USL Championship, se anunció el 14 de junio de 2014 que el Ayuntamiento de Colorado Springs había aprobado un acuerdo que otorgaba a la nueva franquicia un contrato de arrendamiento de diez años el sitio.
El 7 de marzo de 2016, el Departamento de Parques de la ciudad aprobó una propuesta de nombre para el Estadio Sand Creek, y el nombre se cambió a Switchbacks Stadium. Esto sucedió para evitar una mayor confusión con el nombre de la cercana escuela secundaria Sand Creek. El 14 de febrero de 2017, Weidner Apartment Homes compró los derechos del nombre del estadio por un monto no revelado, y el estadio pasó a llamarse Weidner Field.
El nombre "Weidner Field" ahora se usa para un estadio de 8,000 asientos en el centro de Colorado Springs que se espera que abra en primavera de 2021 como el nuevo hogar del Switchbacks FC. El nuevo lugar, aunque se encuentra a una altitud menor de 6,035 pies, seguirá siendo el más alto utilizado por un equipo de fútbol estadounidense.
El nombre de "Weidner Field" se transfirió oficialmente del antiguo estadio al nuevo lugar en el centro el 15 de octubre de 2020.